# Российское социалистическое движение
Российское социалистическое движение (РСД) ― оппозиционная левая политическая организация в Российской Федерации, выступающая за строительство демократического социализма. Было создано в 2011 году как организация широкого объединения антикапиталистических левых путём слияния нескольких социалистических (преимущественно троцкистских) организаций. Декларировало борьбу за социальное равенство, экологический баланс, равенство между полами и политические свободы. Один из главных лозунгов РСД ― «За демократию без олигархии!». Самораспустилось в мае 2024 года после внесения организации в список «иностранных агентов».
Движение участвовало в профсоюзном движении, поддерживая независимые объединения рабочих (Профсоюз «Курьер», ранее также МПРА, профсоюз работников здравоохранения «Действие»), а также создавая новые первички на предприятиях. Организация регулярно выдвигает своих кандидатов и кандидаток на выборы разных уровней, объясняя это возможностью распространения идей движения в обществе. В 2021 году РСД поддержало Михаила Лобанова на выборах в Государственную думу, который получил наибольшее количество голосов среди оппозиционных кандидатов. Движение участвует в социальных и политических протестах: за свободу политических заключённых, против повышения пенсионного возраста, против системы «Платон», против фальсификации выборов, против давления на профсоюзных активистов и т. д.
5 апреля 2024 года организация получила статус иностранного агента. Через месяц, а именно 8 мая, организация объявила о самороспуске.

## История
РСД было создано на учредительной конференции 7 марта 2011 года путём объединения Социалистического движения «Вперёд» и организации «Социалистическое сопротивление». Днём ранее, 6 марта, состоялись шестой съезд движения «Вперёд» и конференция «Соцсопротивления», на которых были приняты решения о слиянии двух организаций. Вскоре, в апреле 2011 года, к РСД присоединилось пермское отделение Революционной рабочей партии. В ходе учредительной конференции РСД отмечалось, что новая организация ориентирована на строительство совместно с другими левыми объединениями России широкой антикапиталистической партии. В учредительной конференции РСД принимали участие представители Левого фронта, Института глобализации и социальных движений, петербургской Федерации социалистической молодёжи, Движения сопротивления имени Петра Алексеева, а также французской Новой антикапиталистической партии. 8 мая 2024 года РСД на своих ресурсах объявило о самороспуске в связи со статусом иностранного агента.

## Идеологические принципы
Основными политическими документами организации являются Манифест Российского социалистического движения «Революция — демократия — социализм» и политическое заявление «К построению организации антикапиталистических левых». В этих документах даётся анализ российской политической и экономической системы и левая альтернатива её развития. Согласно Манифесту, РСД рассматривает себя как антифашистская, революционная, демократическая, социалистическая организация.
Как отмечается в Манифесте, одной из ключевых задач РСД является «всесторонняя поддержка всех форм рабочей борьбы и самоорганизации, в первую очередь — боевых профсоюзов. Отстаивая интересы рабочего движения в целом, РСД будет развивать и укреплять возникающее снизу и независимое от работодателей профсоюзное движение, ориентируя его на решительную борьбу за демократические и антикапиталистические требования».

## Деятельность

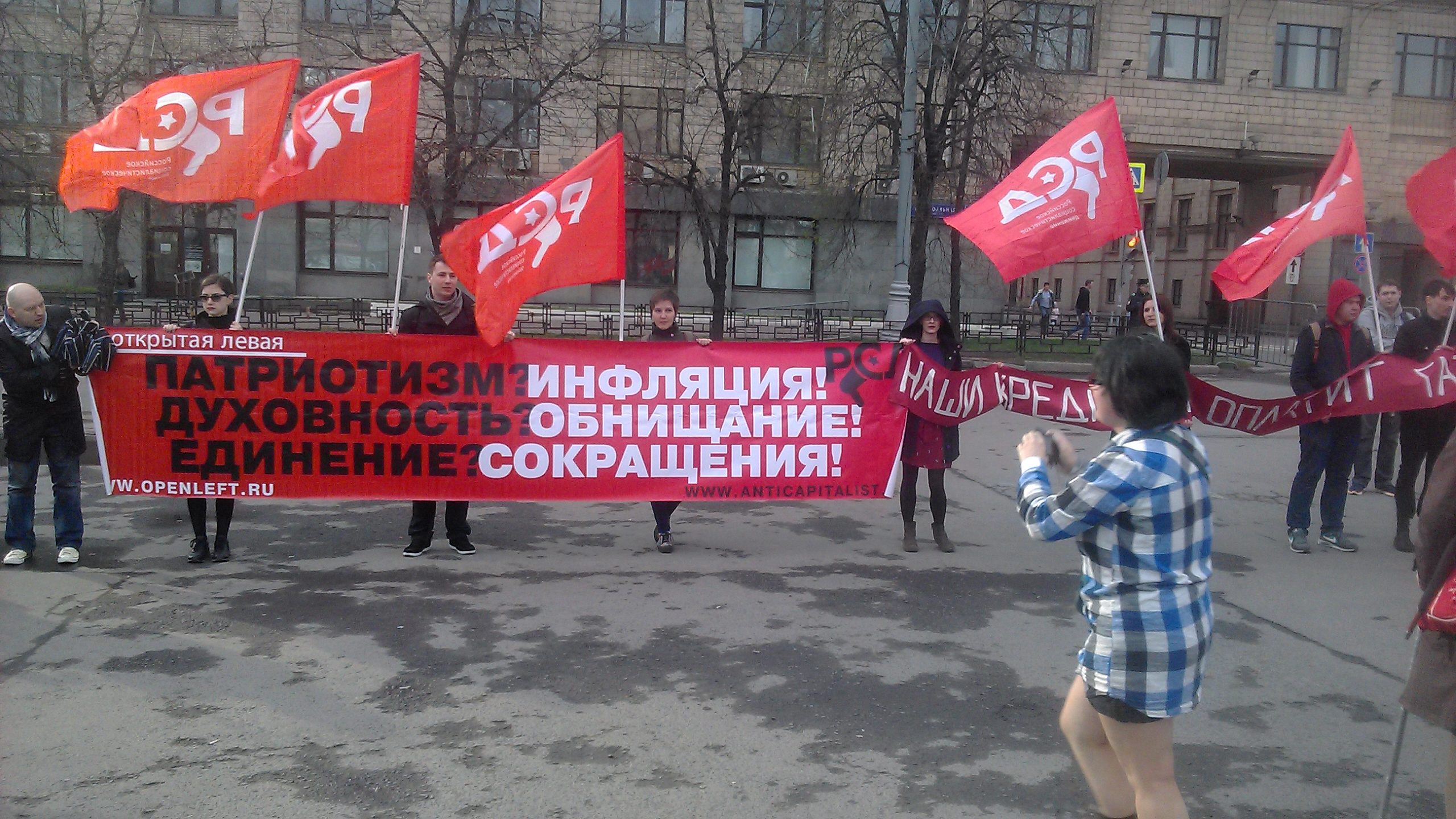
Активисты РСД на первомайской акции. 2015 год

После объединения левых организаций РСД включало в себя более десятка региональных отделений с центрами в Москве, Санкт-Петербурге, Калуге, Новосибирске, Перми, Саратове, Ярославле и других городах. Организация принимала участие в деятельности социальных движений, в частности профсоюзов, городских, экологических и женских движений. В частности, активисты РСД принимали участие в кампании против ограничения права женщин на аборт, акции в рамках которой проходили в ряде российских городов.
Участники организации были заметны в движениях против вырубки Химкинского и Сиверского лесов. В ходе защиты Химкинского леса активисты РСД и других левых и анархических организаций выступали за придание движению защитников левого характера, против доминирования в нём либеральных и участия правых политиков. РСД выступало одним из организаторов лагеря защитников леса, в котором принимали участие анархисты и представители левых организаций.
В Москве активисты РСД традиционно принимают участие в работе общегородского движения «Московский совет» и различных акциях, проводящихся под эгидой «Московского совета». В частности, московское отделение РСД выступало одним из организаторов акции «За доступный общественный транспорт!». РСД также принимало участие в межрегиональных акциях «День гнева», хотя и подвергает критике формат акции. В Перми активисты местного отделения организации входили в руководство городского Координационного совета протестных действий (КСПД), регулярно проводятся совместные акции протеста с участием КСПД и РСД.
Организация сотрудничала с российскими свободными профсоюзами. Ранее РСД поддерживало составляющие Конфедерации труда России (КТР), прежде всего, Межрегиональный профсоюз «Рабочая ассоциация» (МПРА). В частности, активисты РСД принимали участие в кампании против нестандартной занятости и использования заёмного труда, а также в других кампаниях и акциях совместно с профсоюзами. В 2020 году активисты движения создали независимый профсоюз работников промышленности в Ижевске. РСД также работает с профсоюзом «Курьер» и поддерживает его акции.
РСД традиционно принимало участие в ежегодных антифашистских маршах 19 января. Кроме того, движение ежегодно организует акции, приуроченные к 8 марта — важным направлением деятельности является борьба за гендерное равноправие. Движение также участвует в общегражданских протестах, начиная с протестного движения в России 2011—2013 годов: 2018 году РСД протестовало против пенсионной реформы в Москве, Санкт-Петербурге, Иркутске и Ижевске. Движение выступает против политических репрессий: против дела «Сети» и дела Азата Мифтахова, участвует в протестах Алексея Навального. В ходе акции 23 января 2021 года в Ижевске активистам движения удалось возглавить протест.
Российское социалистическое движение участвует в электоральных процессах и выступает против бойкота выборов. В 2021 году оно поддержало соучредителя профсоюза «Университетская солидарность» и Инициативной группы МГУ Михаила Лобанова, а также христианского социалиста Григория Михнова-Войтенко на выборах в Государственную думу, вело активную работу в штабе их избирательных кампаний. Также движение в разных регионах выдвинуло кандидатов на выборах разных уровней. Выборы 2021 года движение не признало и участвовало в протестах против фальсификаций на выборах.
В апреле 2022 года было опубликовано совместное с украинским «Социальным движением» (Соціальний рух) заявление против российской агрессии против Украины.

## Организация и структура

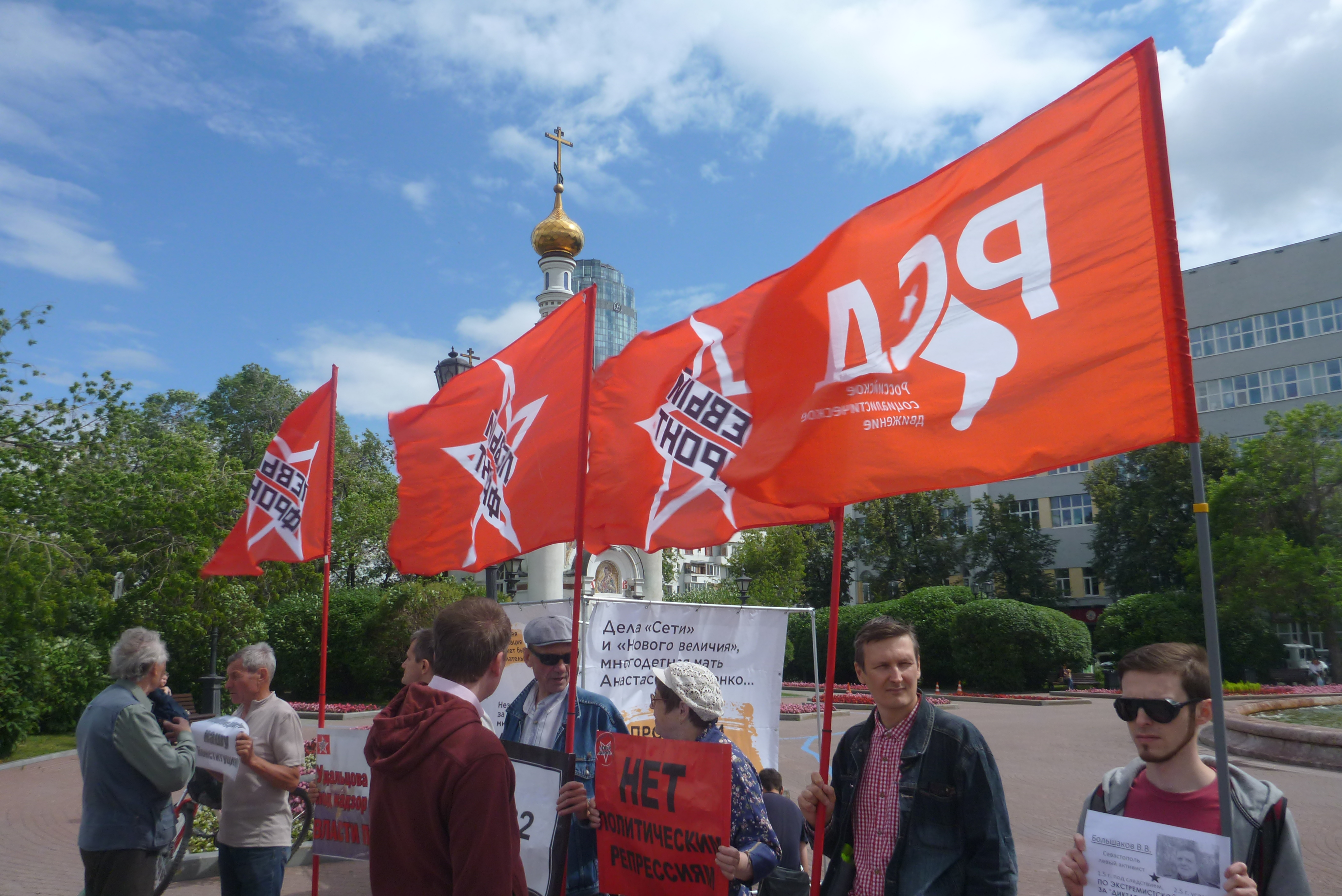
Несистемные левые с флагами РСД и Левого фронта на пикете в Екатеринбурге 6 июля 2019 года.

В соответствии с Уставом высшим органом РСД являлся съезд. Съезды проходили не реже одного раза в год, на них происходили избрание Центрального совета и редакции Издательского центра движения. В период между съездами осуществляет руководство движением осуществлял Центральный совет, которые определяет стратегию и тактику работы РСД на основе политических и организационных решений последнего съезда. Центральным советом из состава её членов выбирается Организационное бюро, которое в период между его заседаниями выполняло по поручению Центрального совета исполнительные и технические функции.
Издательский центр РСД осуществлял работу по выпуску центрального органа — газеты «Социалист» и тематических специальных выпусков газеты. В ведении Издательского центра также находился выпуск книг и брошюр, выражающих позицию движения, ведение сайтов движения, изготовление символики и атрибутики и так далее. Кроме того, активисты РСД принимали участие в работе «Свободного марксистского издательства». Как отмечается на сайте издательства, его целью является «издание образцов, в первую очередь, марксистского анализа, а также левой, антикапиталистической мысли вообще и арт-рефлексий, связанных с ней».
Организация поддерживала близкие отношения с Четвёртым интернационалом и французской Новой антикапиталистической партией. Ранее, с февраля 2010 года и до роспуска в марте 2011 года, Социалистическое движение «Вперёд» являлось российской секцией Четвёртого интернационала. После создания единой организации в марте 2011 года внутри неё была учреждена Группа членов Четвёртого интернационала в Российском социалистическом движении, которая стала новой официальной российской секцией Четвёртого интернационала.
В составе РСД был создан ряд платформ, возможность которых предусмотрена уставом: «Открытая левая», «Рабочая платформа», а также либертарно-социалистическая и феминистская платформы. Члены «Рабочей платформы» заявляли о необходимости большей работы в среде профсоюзов и постепенно отошли от РСД, окончательно покинув его после украинских событий 2013—2014 гг. В 2019 году «Рабочая платформа» вошла в новую организацию «Союз марксистов», став её ядром. «Открытая левая» перестала функционировать в качестве платформы. На VII съезде РСД 6-7 января 2018 года в состав РСД вошло Социалистическое движение «Искра». В конце 2018 года            отделение РСД появилось в Якутске.
Активные отделения существовали в Москве, Санкт-Петербурге, Ижевске, Екатеринбурге, Казани и Тюмени.

## Известные участники
Неполный список актуальных и бывших участников РСД:
- Евгений Бабушкин (1983) — писатель, журналист, музыкант. Лауреат премии «Дебют».
- Илья Будрайтскис (1981) — историк, политический активист, публицист, педагог, художник, участник Школы современного искусства Авдея Тер-Оганьяна и семинаров Анатолия Осмоловского.
- Арсений Жиляев (1984) — российский художник, куратор, автор текстов о современном искусстве.
- Изабель (Белла) Магкоева (1991) — специалист по древнеяпонской литературе, преподаватель японского языка, активистка движения «Occupy.Russia», одна из организаторов Ассамблеи «ОккупайАбай», «Комитета 6 мая» и «Школы гражданской журналистики».
- Кирилл Медведев (1975) — поэт, писатель, переводчик, участник протестного ансамбля «Аркадий Коц», автор около десятка книг стихов и статей, изданных в России и за рубежом, основатель Свободного марксистского издательства.
- Иван Овсянников — профсоюзный активист, публицист, бывший редактор газеты «Профсоюзный навигатор».
- Владимир Плотников (1983) — профсоюзный и политический активист, участник градозащитного и гражданского движения в Санкт-Петербурге, автор статей в ряде федеральных изданий.
- Александр Резник (1986) — историк, автор книг специалист по политической культуре Российской революции и Левой оппозиции.
- Владислав Софронов (1967) — философ, переводчик, художественный критик, автор статей в ряде московских изданий, ранее входил в редакционный совет «Художественного журнала».

### РСД и родственные проекты
- Официальный сайт РСД
- «Свободное марксистское издательство»
- Музыкальная группа «Аркадий Коц»

### Материалы об РСД
- Домбровская, Агнесса. Маргинальный бестиарий, или Как тов. Троцкий в гробу крутится (критика РСД на сайте А. Н. Тарасова)